# Бостеринский аильный округ
Бостеринский аильный округ (аймак) — административная единица в Иссык-Кульском районе Иссык-Кульской области Кыргызстана. В декабре 2023 года был передан в состав города Чолпон-Ата.
Код COATE — 41702 225 808 00 0

## Население
По данным переписи 2022 года, в аильном округе проживало 13 127 человек.

## Известные уроженцы
Казат Акматович Акматов — советский киргизский прозаик, драматург, сценарист, общественный деятель. Народный писатель Кыргызской Республики (2011).

## Административное деление
В состав Бостеринского аильного округа ныне входят населённые пункты:
- Бостери
- Бактуу-Долоноту

## Примечание
1. ↑  Источник. Дата обращения: 14 мая 2024. Архивировано из оригинала 14 мая 2024 года.
2. ↑  Государственный классификатор система обозначений объектов административно-территориальных и территориальных единиц Кыргызской республики. Архивная копия от 18 марта 2018 на Wayback Machine — Бишкек: Национальный статистический комитет Кыргызской республики, 2017.
3. ↑  Численность населения областей, районов, городов,поселков городского типа, айылных аймаков и айылов (сел) Кыргызской Республики Архивная копия от 10 ноября 2021 на Wayback Machine (на 2022 год).